# Nya kvinnan

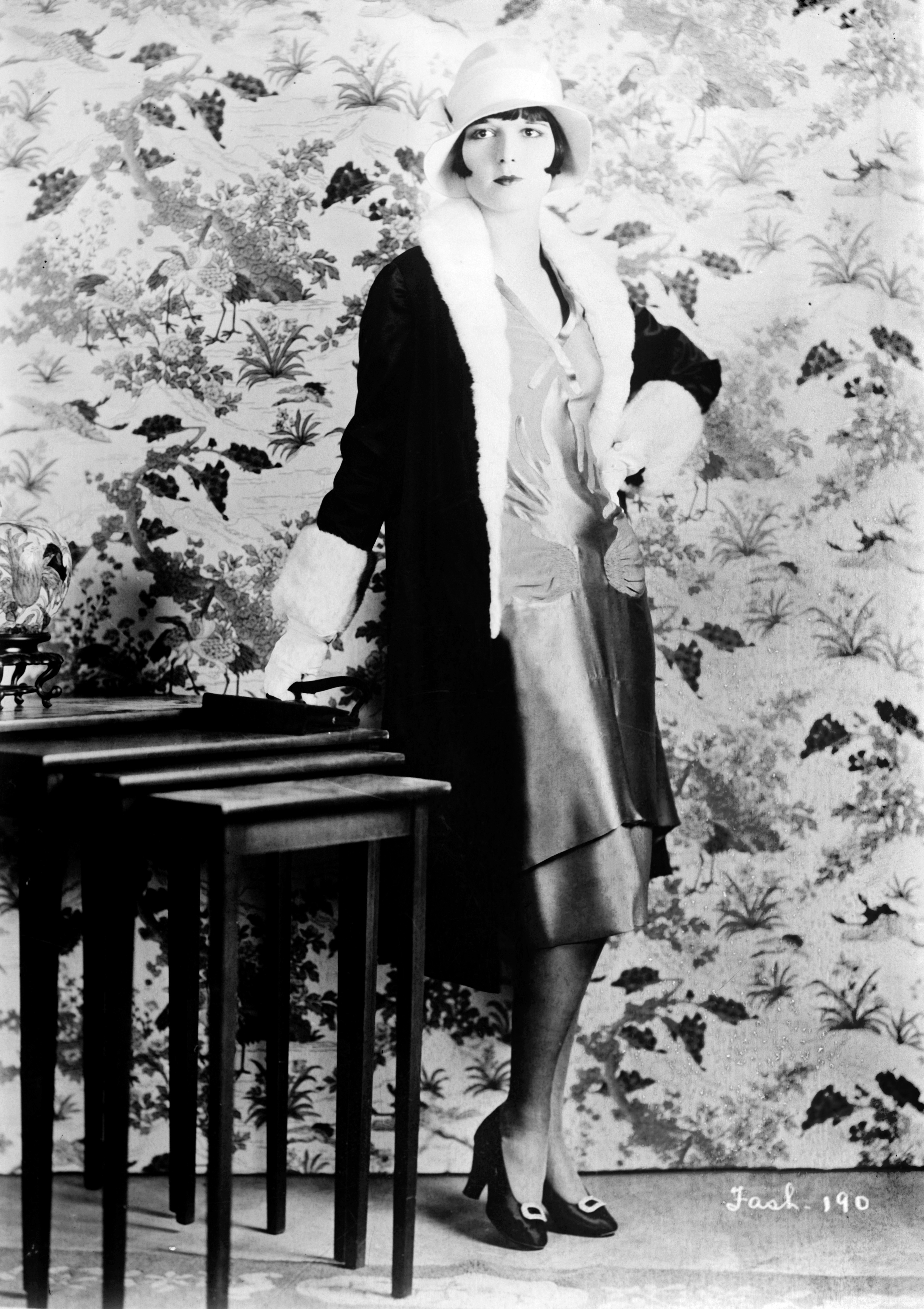
Skådespelerskan Louise Brooks klädd som flapper, 1920-talets nya frigjorda och självständiga kvinna.

Den nya kvinnan var ett kvinnoideal under första hälften av 1900-talet, när kvinnor fick nya möjligheter utöver de viktorianska idealen som hustru och mor, och på allvar kunde börja delta i samhällslivet som självständiga yrkeskvinnor vid männens sida. 
Från sekelskiftet fram till andra världskriget användes uttrycket ofta i offentlig debatt, tidningar och skönlitteratur för att beskriva "den nya tidens kvinna", det vill säga de kvinnor som använde sig av det nya framväxande moderna samhällets möjligheter till att utbilda sig och bli ekonomiskt självständiga genom yrkesarbete. Därmed kunde de börja delta i samhällslivet vid männens sida, i både yrkesliv och fritid.

## Historik
Begreppet myntades först av den irländska författaren Sarah Grand i en artikel från 1894, där hon använde uttrycket "den nya kvinnan" för att beskriva en oberoende och självständig progressiv kvinna. Uttrycket fördes sedan vidare av andra offentliga debattörer, som "Ouida" och den brittisk-amerikanske författaren Henry James, som använde det för att beskriva utbildade yrkeskvinnor i Europa och USA.
Den nya kvinnan skilde sig radikalt från den viktorianska tidens kvinnoideal som maka och mor, vars liv tillägnades hemmet. Tidigare hade det funnits enstaka kvinnor som bröt mot den normen och sågs som undantag. Den nya kvinnan sågs däremot inte som ett undantag utan snarare som ett nytt kvinnoideal i linje med det nya moderna samhället. Hon sågs som en produkt av det moderna samhällets möjligheter, särskilt på 1920-talet. 
Den nya kvinnan uppmärksammades inte bara i Västvärlden utan också i till exempel Libanon, Turkiet, Japan och Kina, vars samhällen också omvandlades och gav möjlighet till en ny form av självständighet för åtminstone en minoritet kvinnor. Den nya kvinnan uppmärksammad under olika namn i flera länder, och hon kallades flapper i USA, neue Frauen i Tyskland, garçonnes i Frankrike, modeng xiaojie i Kina och Modern girl eller Moga i Japan. 
Idealet möttes av bakslag med den framväxande fascismens hemmafruideal under 1930-talet.

## Galleri

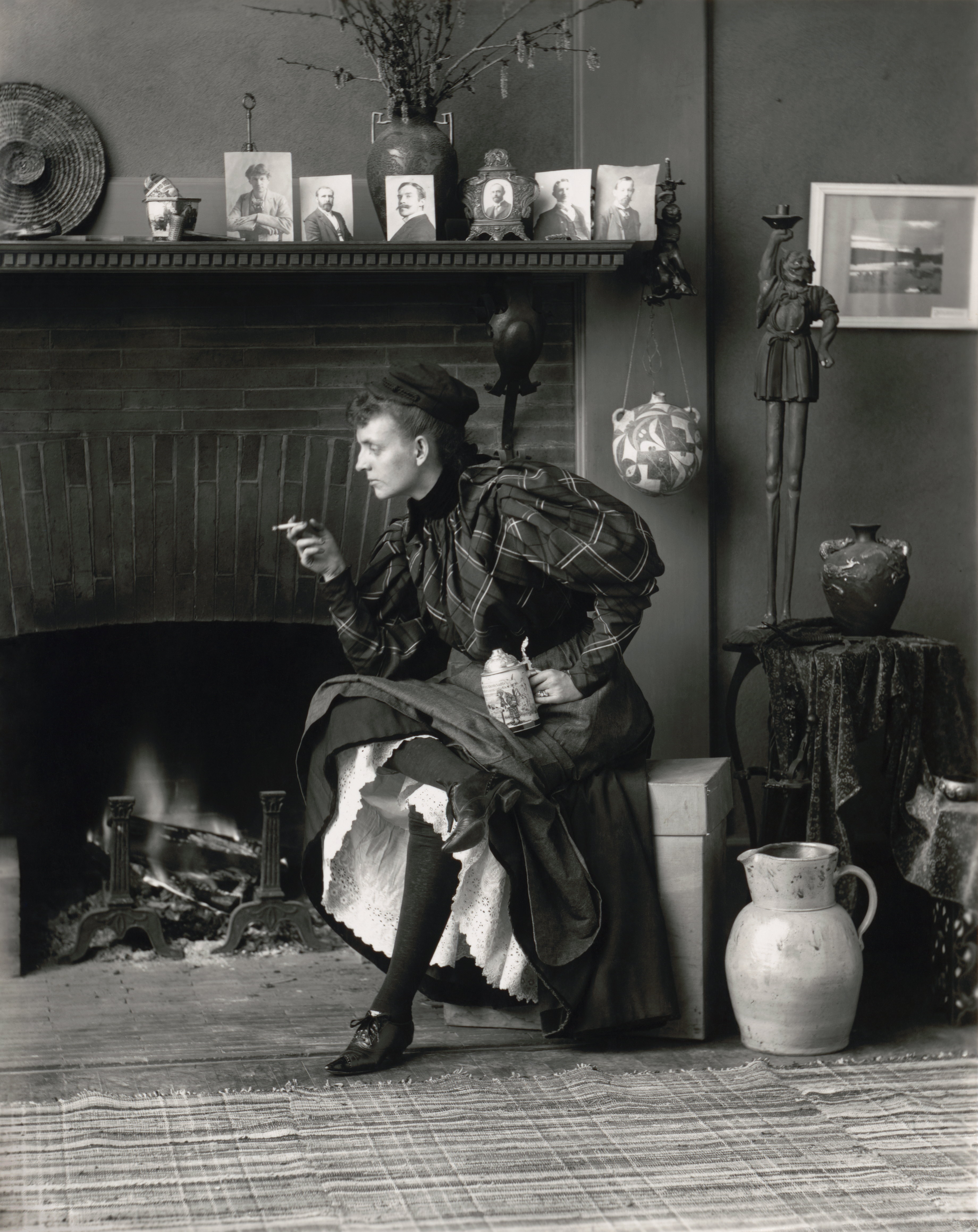
Frances Benjamin Johnston, Self-Portrait (som "New Woman"), 1896.
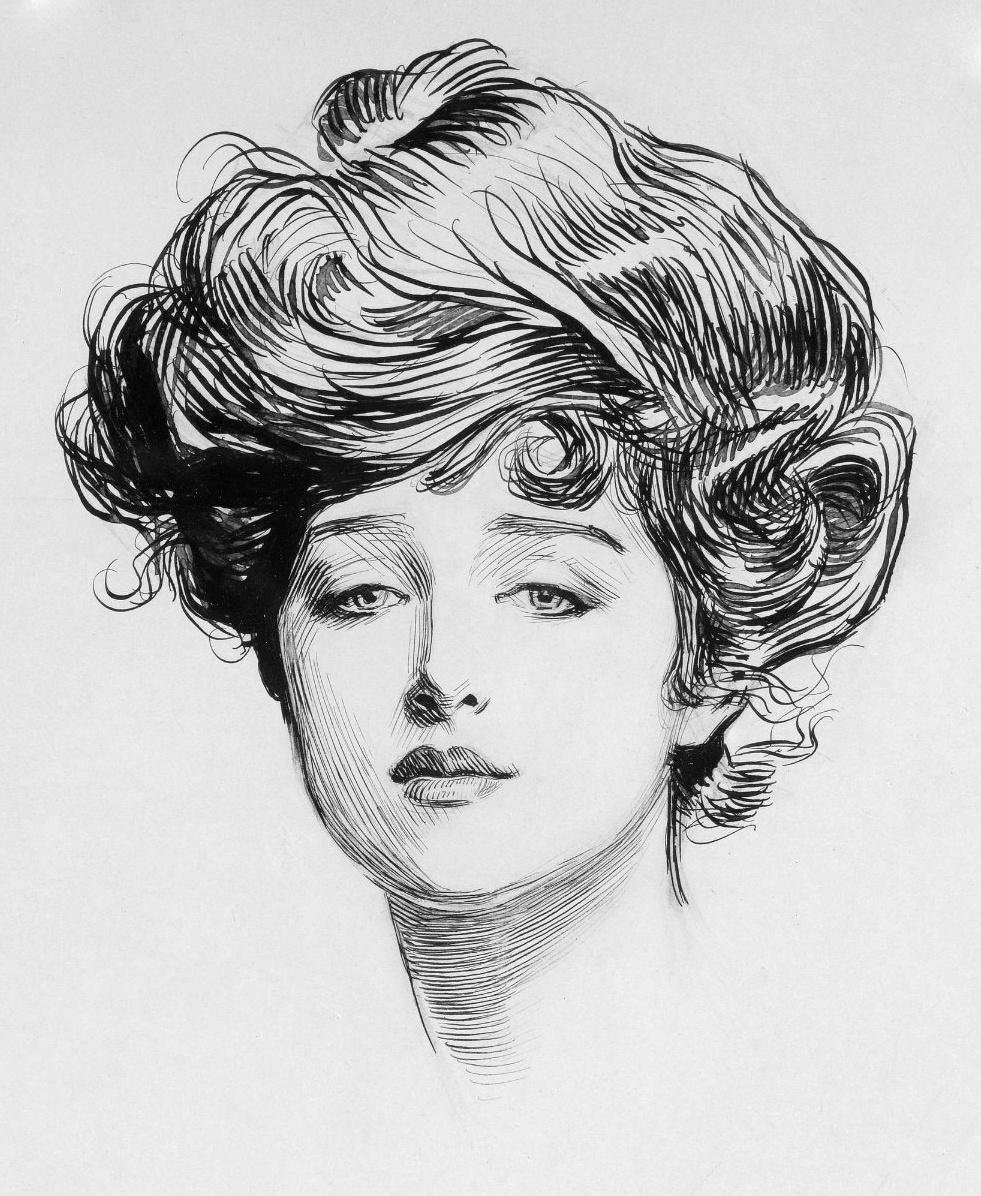
Skiss av Gibson Girl, från cirka 1900. Det nya amerikanska idealet Gibson Girl från sekelskiftet 1900 var en variant av den nya kvinnan.
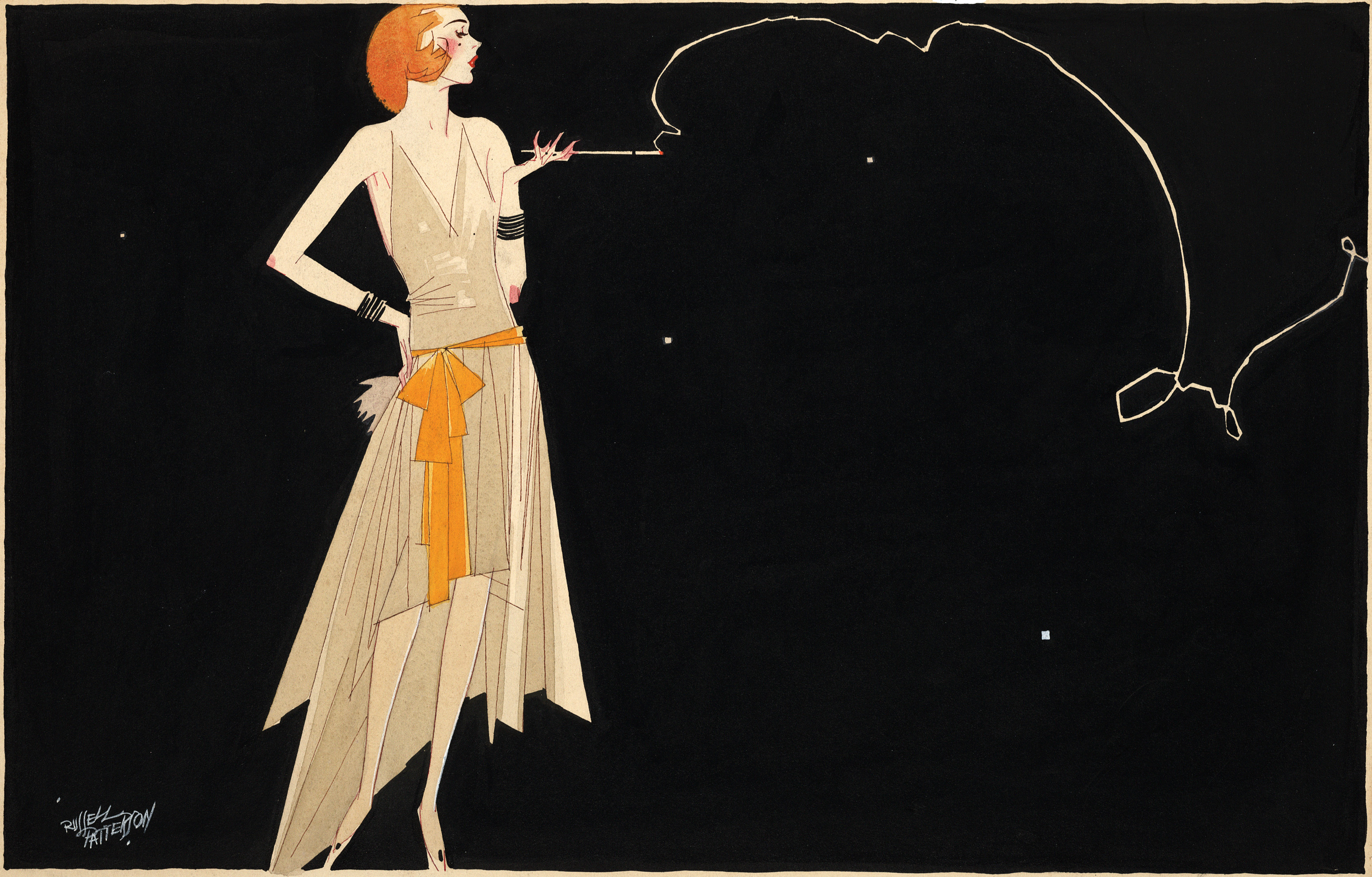
Where there's smoke there's fire av Russell Patterson. 1920-talets frigjorda flapper kom att bli en representant för den nya kvinnan.